# Dichelus purelli
Dichelus purelli är en skalbaggsart som beskrevs av Kulzer 1960. Dichelus purelli ingår i släktet Dichelus och familjen Melolonthidae. Inga underarter finns listade i Catalogue of Life.